# Irene Herre
Irene Herre (* 26. April 1944 im ostpreußischen Geierswalde (heute polnisch: Gierzwald)) ist eine deutsche Malerin.

## Leben
Nach Lehre und Abitur studierte Irene Herre von 1968 bis 1973 Germanistik/Kunsterziehung an der Humboldt-Universität zu Berlin.
1978 absolvierte sie ein Studium der Malerei an der Kunsthochschule Berlin-Weißensee. Ab 1983 arbeitete sie freiberuflich als Bildende Künstlerin (Malerei, Illustration, Kursleiterin für Graphik und Malerei).
1990 wurde sie Mitglied im Berufsverband Bildender Künstler Berlin und in der Künstlerinnengruppe „10 F 90“. Im gleichen Jahr erhielt sie einen Werkvertrag der Künstlerförderung Land Berlin, dieser führte zum Ankauf zweier Arbeiten. Von 1991 bis 1993 unterrichtete sie als Lehrbeauftragte an der Hochschule für Musik „Hanns Eisler“ Berlin innerhalb der Fachrichtung Studium generale: Zusammenhänge zwischen Malerei und Musik.
Bis 2007 lebte und arbeitete sie in Berlin. Heute wohnt sie in Mecklenburg-Vorpommern in einem Dorf bei Demmin und betreibt dort ihre Malschule.

## Ausstellungen

### Einzelausstellungen
- 1990 Galerie Die ANDERE Art, Berlin
- 1990 Privatgalerie Gredstedbro, Dänemark
- 1991 Galerie Osten, Berlin
- 1992 Kommunaler Kunstverleih Friedrichshain, Berlin
- 1994 Galerie Zone, Berlin
- 1995 Förderband Kulturbüro, Berlin
- 2000 Kunstverein Centre Bagatelle, Berlin, „Die Farbe Rot“
- ab 2006 jährliche Ausstellung im eigenen Atelier in Glendelin
- ab 2010 zu „KunstOffen“ in Mecklenburg-Vorpommern
- ab 2011 ständig wechselnde Ausstellungen in der Akademie Ahlbeck
- Ausstellungen im eigenen Atelier in Glendelin

### Gemeinschaftsausstellungen
- 1990–1995 regelmäßige Teilnahme an der Freien Berliner Kunstausstellung
- 1990 Galerie Die ANDERE Art, Berlin, Gemeinschaftsarbeiten „KoHesion“
- 1991 Kunsthaus Wiesbaden, Wiesbaden
- 1992 Galerie im Fontane-Haus, Berlin, 10 F 90
- 1993 Kunstverleih Friedrichshain, Berlin 10 F 90
- 1994 südost Europa Kultur e.V., Berlin, „Keine Rosen“, 10 F 90
- 1995 Rathaus-Galerie Reinickendorf, Berlin[1], „Vorstadt ohne Grenzen“
- 1996 Rathaus-Galerie Reinickendorf, Berlin, „Bildprotokolle“, 10 F 90
- 1997 Pavillon im Marienhain (Demmin), Demmin, 10 F 90
- 1998 KunstRaum Wedding, Berlin, 10 F 90
- 1999 Galerie Im Theater WindSpiel, Wedding, Berlin, 10 F 90
- 1999 Rathaus-Galerie Reinickendorf, Berlin, „Spielzeug der Winde“, 10 F 90
- 2000 Diokletianpalast Split, Kroatien, 10 F 90
- 2002 Rathaus Galerie-Reinickendorf, Berlin, „Das Ganze ist mehr…“, 10 F 90
- 2005 Atelierhof Werenzhain, „Ostdeutsche Jahre“, Sammlung Bilang
- 2013 Lübecker Speicher, Demmin, „Art der Provinz“
- 2014 Lübecker Speicher, Demmin, „Kunstnacht“
- 2014 Atelier Glendelin, Irene Herre (Malerei) Katharina Link (Keramik)

## Veröffentlichungen
- 1982 Zeitschrift „Kunsterziehung“ Beitrag von Irene Herre zum Thema „Zu zweit“
- 1883–1990 Verlag Junge Welt Berlin, div. Illustrationen/Bastelbogen
- 1990 Zwei Malereien von Irene Herre im Besitz der Künstlerförderung Land Berlin
- 1990–1995 vertreten in Katalogen der Freien Berliner Kunstausstellung
- 1996 Katalog „Bildprotokolle“ der Künstlerinnengruppe 10 F 90, Beitrag der Kunstwissenschaftlerin Dr. Karla Bilang
- 1999 Zwei Malereien von Irene Herre im Besitz der Graphothek Berlin[2]
- 2000 Malaktion von Irene Herre im Kunstverein Centre Bagatelle Berlin zum Kunstfest
- 2005 Katalog Sammlung Bilang „Ostdeutsche Jahre“
- ab 2010 Flyer zu KunstOffen in Mecklenburg-Vorpommern
- 2013 Artikel im Nordkurier über Irene Herre „Sehnsucht und Trost in leuchtender Farbe“[3]